# بوفانو بيل والهنود (فلم)
بوفانو بيل والهنود، أو اجلس لتدرس التاريخ (بالإنجليزية: Buffalo Bill and the Indians, or Sitting Bull's History Lesson) ، هي فيلم أمريكي سينمائي، نوعه حركي أنتجت سنة 1976م، ببطولة بول نيومان بدور بوفانو بيل .
تتحدث قصة الفيلم عن القرن التاسع عشر ميلادي ، وبالتحديد سنة 1885م عندما خاض بوفانو بيل معركة ذا ليتل بيغ هورن، وكما واجه بوفانو بيل أحد المحاربين من الهنود الحمر «سايكوس» .

## الجوائز
حصل الفيلم على جائزة البير الذهبية لـمهرجان برلين السينمائي سنة 1976م.
In 1976 the film was entered into the 26th Berlin International Film Festival, where it won the الدب الذهبي.

## وصلات خارجية
- مقالات تستعمل روابط فنية بلا صلة مع ويكي بيانات